# Condado de Montgomery (Georgia)
El condado de Montgomery (en inglés: Montgomery County), fundado en 1793, es uno de 159 condados del estado estadounidense de Georgia. En el año 2007, el condado tenía una población de 9060 habitantes y una densidad poblacional de 17 personas por km². La sede del condado es Mount Vernon. El condado recibe su nombre en honor a Richard Montgomery.

## Geografía
Según la Oficina del Censo, el condado tiene un área total de 639 km² (246,7 mi²), de la cual 608 km² (234,7 mi²) es tierra y 5 km² (1,9 mi²) (0.80%) es agua.

### Condados adyacentes
- Condado de Treutlen (norte)
- Condado de Toombs (este)
- Condado de Jeff Davis (sur)
- Condado de Wheeler (oeste)

## Demografía
Según el censo de 2000,, los ingresos medios por hogar en el condado eran de $30 240, y los ingresos medios por familia eran $38 418. Los hombres tenían unos ingresos medios de $27 572 frente a los $21 342 para las mujeres. La renta per cápita para el condado era de $14 182. Alrededor del 19.90% de la población estaban por debajo del umbral de pobreza.

## Transporte
- U.S. Route 20
- U.S. Route 280
- SR 12
- SR 24
- SR 82

## Localidades
- Ailey
- Alston
- Higgston
- Mount Vernon
- Tarrytown
- Uvalda
- Vidalia